# Xanthopimpla buettneri
Xanthopimpla buettneri är en stekelart som beskrevs av Krieger 1915. Xanthopimpla buettneri ingår i släktet Xanthopimpla och familjen brokparasitsteklar. Inga underarter finns listade i Catalogue of Life.